# B군 연쇄상구균 감염증
B군 연쇄상구균 감염증(Group B streptococcal infection, Group B strep)은 스트렙토코커스 아갈락티아(학명: Streptococcus agalactiae)에 의한 감염병을 의미한다. 심각한 질병을 유발할 수 있고, 특히 신생아, 노인, 면역약화 환자에게서는 사망을 일으킬 수도 있다.
다른 독성 세균들처럼 GBS는 상당수의 독성 인자를 보유하고 있는데, 시알산이 풍부한 캡슐 다당류와 구멍을 만드는 독소인 베타용혈소가 가장 중요하다. GBS 캡슐은 대식세포에 의한 GBS 식작용을 방해하기 때문에, 핵심적인 독성 인자로 여겨진다.
GBS는 1880년대 후반에 에드몽 노카르(Edmond Nocard)와 몰레로(Mollereau)에 의해 소를 감염시키는 병균이라는 것이 처음으로 알려졌다. 이 병균은 젖소에서 유선염을 일으킬 수 있다. "우유가 없다"는 뜻의 "아갈락티아agalactiae"라는 이름 역시 여기서 따온 것이다.
사람에 대한 감염 여부는 1938년 프라이(Fry)가 GBS에 의한 유아 사망 사례 세 건을 보고하면서 처음 밝혀졌다. GBS는 1960년대 초에 신생아 감염의 주요 원인으로 인식되었다.
일반적으로 GBS는 무해한 편리 공생 세균으로, 성인 인구 30%의 위장관에서 미생물군을 형성하나 대부분 무증상 보균자로 남아있는다.

## 연구실 동정법

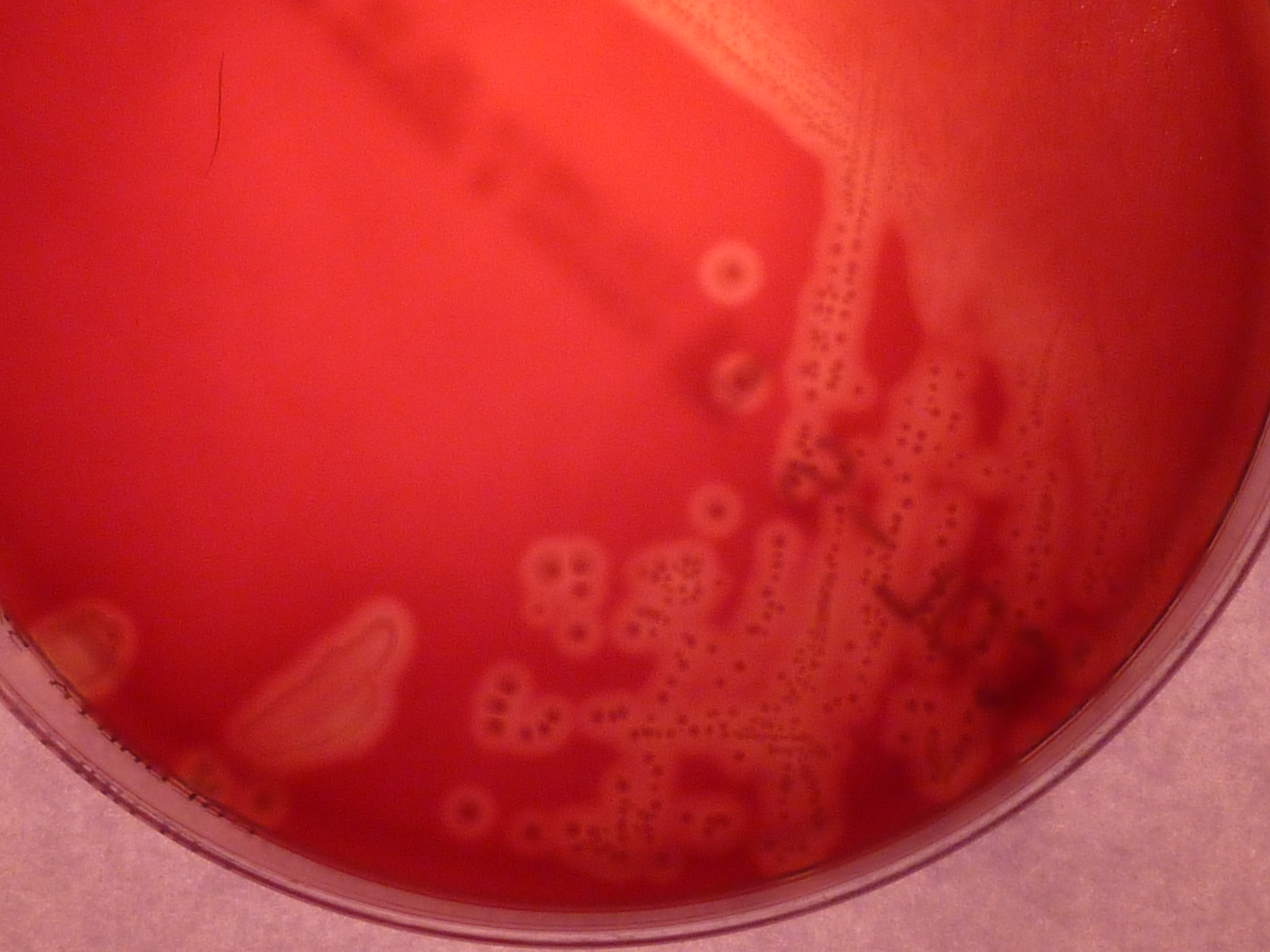
36°C의 혈액 배지상에서 18시간동안 배양한 결과 베타용혈성 콜로니가 형성되었다.

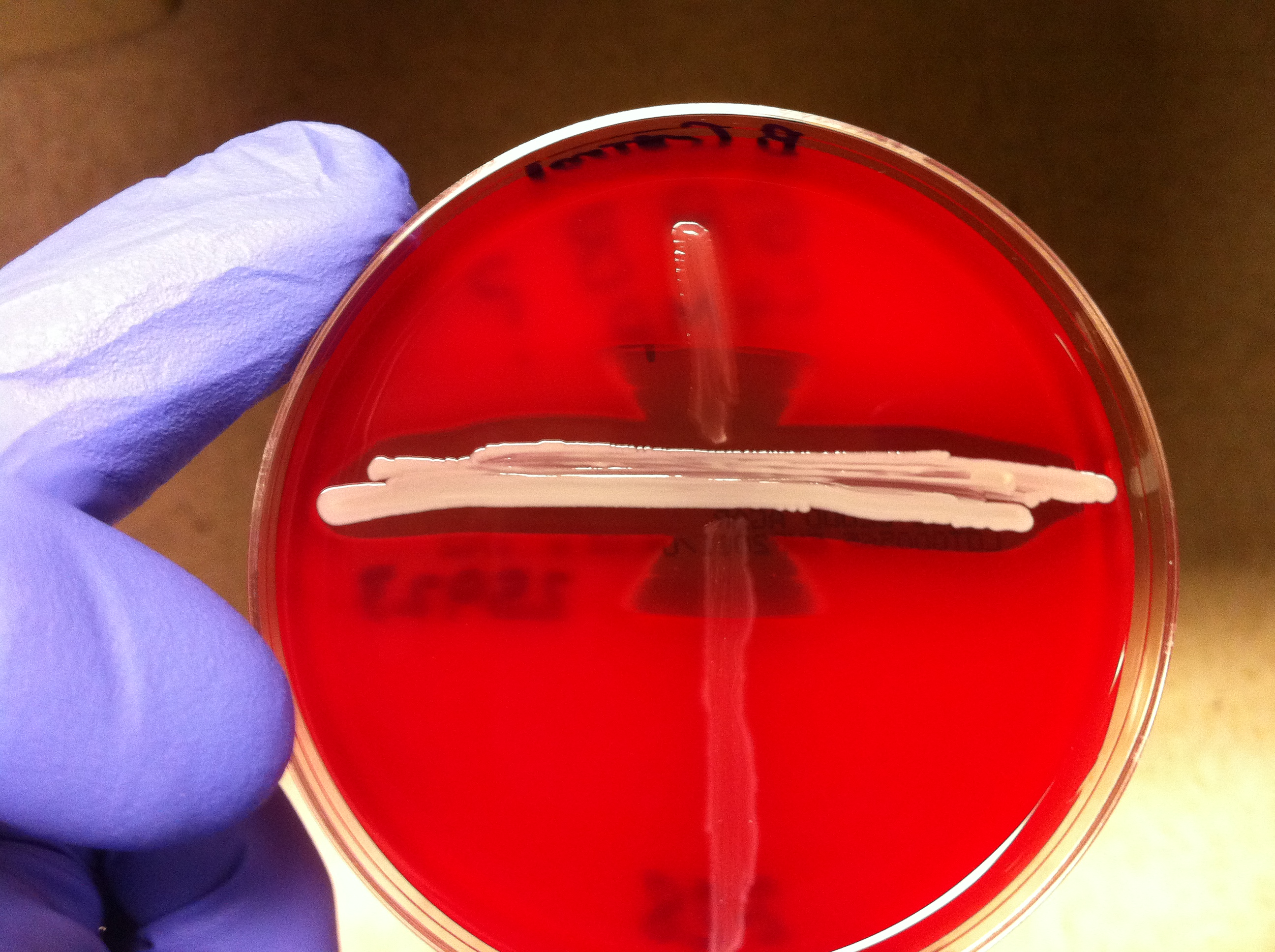
CAMP 시험 결과 화살촉 모양으로 양성이 나타났다. 중앙의 흰색 줄은 황색포도상구균이다.

스트렙토코커스 아갈락티아는 그람 양성 구균으로, 사슬형으로 이어져 증식한다. 베타용혈성을 가지고, 카탈레이스를 합성하지 못하며 조건혐기성 미생물이다. GBS는 혈액 한천 배지에서 배양할 경우 베타용혈현상을 보이며 증식한다. 랜드필드 분류군 B 항원이 세포벽에 존재하고, 라텍스응집검사를 통해 검사할 수 있다. CAMP 시험을 통해서 동정할 수도 있다.

## 특별히 고려해야 할 환자군

### 임산부
비록 대부분의 경우 무증상으로 문제를 일으키지 않지만, 임신 중이나 출산 후의 산모와 아기에게 심각한 질병을 일으킬 수도 있다. 산모의 GBS 감염은 드물게 융모양막염을 유발할 수 있으며, 산후 감염이나 태아 사망과도 관련이 있었다. 요로감염증은 임산부에게 진통을 일으킬 수 있으며, 때때로 조산과 유산을 유발하기도 한다.

### 신생아
GBS는 서양에서 패혈증, 폐렴, 수막염등 신생아에게서 세균감염증이 발생하는 가장 큰 원인 중 하나로, 사망이나 장애 등 후유증이 나타날 수 있다.
신생아에 대한 GBS 감염은 조기발병(GBS-EOD)과 말기발병(GBS-LOD)의 두 가지 임상 유형으로 구분되는데, GBS-EOD의 경우 대부분 생후 0~7일 사이에 나타나며 보통 24시간 이내에 뚜렷이 나타난다. GBS-LOD는 출생 후 7일에서 90일 사이에 시작한다.

### 신생아 감염 예방
현재 GBS-EOD를 예방하할 수 있는 유일한 방법은 분만중 항생제 투여(IAP)이다. 페니실린이나 앰피실린은 GBS 감염 산모들에게 진통이 시작할 때부터 4시간마다 정맥 주사된다. 이는 GBS-EOD의 수직 전염을 막는 데 매우 효과적인 것으로 입증되었다.

### IAP 대상자 선정
IAP 대상자를 선정하기 위해 배양기반 선별 접근법과 위험성 기반 접근법의 두 가지 방법을 사용한다. 배양기반 선별 접근법은 임신 35주에서 37주 사이에 질 하부나 직장장에서 채취한 시료를 배양함으로써 이루어지는데, 세균을 보유한 것으로 드러나면 모두 IAP를 받는다. 위험성 기반 접근법은 산모에게 GBS가 존재하는지를 불문하고, GBS-EOD 확률을 높이는 위험요인들을 고려하여 IAP 대상자를 선정하는 방식이다.